# Mavis Hawa Koomson
Mavis Hawa Koomson (sinh ngày 3 tháng 2 năm 1966) là một chính trị gia và nhà giáo dục người Ghana. Bà là thành viên của Nghị viện về bầu cử Awutu Senya East. Bà được Tổng thống Ghana Nana Akuffo-Addo bổ nhiệm vào ngày 10 tháng 1 năm 2017 làm Bộ trưởng Sáng kiến Phát triển Đặc biệt.

## Tuổi thơ và giáo dục
Koomson sinh ra ở Salaga, khu vực phía Bắc vào ngày 3 tháng 2 năm 1966. Cô có bằng tốt nghiệp và bằng cử nhân Giáo dục cơ bản từ Đại học Giáo dục Winneba. Cô đã có bằng thạc sĩ, bằng sau đại học về hành chính công (CPA) và bằng sau đại học về hành chính công (DPA) từ Học viện Quản lý và Hành chính công Ghana (GIMPA).

## Cuộc sống làm việc
Koomson là một giáo viên chuyên nghiệp, chiếm nhiều vị trí khác nhau bao gồm giáo viên chủ nhiệm, trợ lý tổng giám đốc và tổng giám đốc. Bà cũng là chủ tịch của Đơn vị Giới tính của Hiệp hội Phụ nữ Giáo viên Quốc gia Ghana (GNATLAS) Sekondi địa phương, thủ quỹ của GNATLAS (Vùng phía Tây) và thư ký cho GNATLAS (Takoradi địa phương).

## Bộ trưởng nội các
Vào tháng 5 năm 2017, Tổng thống Nana Akufo-Addo đã đặt tên Mavis Hawa Koomson là một phần của mười chín bộ trưởng sẽ thành lập nội các của ông. Tên của 19 bộ trưởng đã được đệ trình lên Quốc hội Ghana và được Chủ tịch Hạ viện, Rt.Hon. Giáo sư Mike Ocquaye. Là một bộ trưởng nội các, Mavis Hawa Koomson là một phần của vòng tròn bên trong của tổng thống và là để hỗ trợ các hoạt động ra quyết định quan trọng trong nước.

## Cuộc sống cá nhân
Cô ấy là người theo đạo Thiên chúa và đã kết hôn và có ba đứa con.